# Il trenino Thomas
Il trenino Thomas (Thomas & Friends) è una serie animata britannica per bambini, trasmessa per la prima volta il 9 ottobre 1984 sul canale ITV. Le prime 12 serie furono girate agli Shepperton Studios, a Shepperton, in 35 mm. In Italia è stato trasmesso sui canali Disney Channel, Playhouse Disney, JimJam, Italia 1, Cartoonito, Boing e Frisbee.
È basata su una serie di libri scritta dal reverendo Wilbert Vere Awdry e poi continuata dal figlio Christopher, intitolata The Railway Series. Le storie riguardano un gruppo di treni ed altri mezzi di trasporto antropomorfizzati che vivono sull'Isola di Sodor, un'isola immaginaria situata tra l'Inghilterra e l'isola di Man. Molte storie traggono ispirazione a situazioni reali della vita di Awdry o comunque ad avvenimenti reali.
La serie ha visto alternarsi molte celebrità nel ruolo di voce narrante, tra cui Ringo Starr (1984-1986) e Michael Angelis (1991-2012) per la versione inglese, George Carlin (1991-95), Alec Baldwin (1998-2002) e Michael Brandon (2003-2012) per la versione statunitense, Pierce Brosnan in entrambe le versioni come guest star e Mark Moraghan (2013-2018). Dalla ventiduesima stagione, Thomas ha preso il ruolo di narratore, quindi si può dire che i narratori della serie dalla ventiduesima stagione alla ventiquattresima ed ultima stagione erano John Hasler nella versione inglese e Joseph May nella versione statunitense.
Il successo mondiale della serie ha dato vita ad un vasto merchandising che va da libri e riviste ai modellini, dalle posate alle bevande fino a una forma di spaghetti. Il franchise de Il trenino Thomas è uno dei più grandi al mondo nell'ambito dei franchise per bambini in età prescolare, con gli analisti che stimano un fatturato globale annuo di 1000000000 $ nel 2016.
Anche le ferrovie turistiche hanno beneficiato del fenomeno: gli eventi Day Out with Thomas sono eventi organizzati, tra i tanti paesi, in Inghilterra, Stati Uniti e Canada con locomotive decorate basandosi sui personaggi della serie.

## Produzione

### Animazione
Inizialmente la serie fu prodotta con l'animazione di modellini; la prima stagione venne animata agli studi della Clearwater Features, a Battersea, mentre le altre 11 stagioni realizzate con i modellini vennero filmate agli Shepperton Studios. All'epoca, l'impiego di modellini veniva considerato un metodo efficace per animare le storie. Le locomotive e gli altri veicoli venivano radiocomandati, mentre i personaggi umani erano figure statiche in legno. In alcune scene fu utilizzata anche la tecnica dello stop-motion, per esempio quando era previsto il movimento di un personaggio umano o animale. Il disegno animato fu invece impiegato nella terza stagione, nell'episodio Api all'attacco, per creare delle api, e nella quinta stagione, nell'episodio Scherzetto per Duncan.
Quando la serie iniziò la produzione nel 1983, l'animazione dei modellini non permetteva la sincronizzazione del labiale, ma la creatrice dello show Britt Allcroft, ed il regista David Mitton non lo considerarono un aspetto limitante. Circa 25 anni dopo, però, con il progresso tecnologico, la serie vide l'introduzione della CGI (Computer-Generated Imagery) da parte della Hot Animation, società satellite della HiT Entertainment. Inizialmente fu utilizzato per creare il fumo ed altri effetti simili, ma in seguito la HiT annunciò la sua intenzione di fare una serie totalmente in CGI a partire dal 2009. La dodicesima stagione fu una stagione ibrida, in quanto vennero utilizzati i modellini ed il CGI della Nitrogen Studios, utilizzato per animare i volti dei personaggi e per far muovere le persone e gli animali all'interno delle storie. La stagione successiva comportò un'animazione CGI integrale.

### I modelli
Inizialmente i modellini originali furono filmati in un grande plastico ferroviario, costruito presso lo studio. Erano costruiti in scala 1:32, nota negli ambienti come "Gauge 1". Le locomotive usavano un telaio della Märklin, con un corpo costruito appositamente. Oltre ai meccanismi per far muovere gli occhi e ai volti in resina, questi corpi includevano anche un generatore di fumo. Per le prime cinque stagioni, i vagoni e le carrozze erano costruiti usando i kit della Tenmille. Successivamente i modelli furono tutti costruiti su progetto originale. Inoltre, alcuni modelli dalla serie Tugs vennero riutilizzati.
Dalla quinta alla dodicesima stagione furono impiegati dei modellini in scala maggiore per i personaggi a scartamento ridotto, in modo da rappresentare tutti i loro complessi meccanismi mantenendo un sufficiente livello di dettaglio. Nella sesta stagione i personaggi della squadra di costruzioni di Sodor furono tutti costruiti su scala più grande, e furono così realizzati dei modellini più grandi di Thomas e Percy in modo tale che potessero interagire tra loro. Nella nona stagione, fu costruito un altro modellino di Thomas nella stessa scala delle locomotive a scartamento ridotto, in modo tale da aumentare le possibilità di interazione tra questi personaggi. Successivamente, nella decima stagione, arrivò un modellino più grande anche di James. Dal 2009 alcuni modelli vennero esposti in una mostra speciale tenutasi al Drayton Manor Theme Park. Altri modelli, come quelli di Gordon, Toby, Annie e Clarabel erano invece esposti ai Nitrogen Studios.

### La narrazione
Prima della tredicesima stagione la narrazione e i dialoghi erano tutti ad opera di un'unica voce (tranne in alcuni doppiaggi esteri, tra cui la versione italiana, in cui le singole voci arrivarono nella dodicesima stagione). Fu questa una scelta di Allcroft, che desiderava che le storie televisive fossero in qualche modo un'estensione del modo con cui venivano raccontate le storie a casa, in un ambiente confortevole. Tutte le emozioni dei personaggi sarebbero state rese dalle sfumature della voce del narratore, unitamente alle espressioni facciali dei personaggi, alla musica e all'azione sullo schermo.

### Produzione
La prima e la seconda stagione furono prodotte dalla Clearwater Features, lo studio fondato da David Mitton. La Clearwater chiuse per bancarotta nel 1990 e la Britt Allcroft Company (che nel 2000 cambiò denominazione in Gullane Entertainment) divenne l'unica produttrice fino al 2002, anno in cui la HiT Entertainment comprò la società. La HiT Entertainment fu acquistata nel 2005 dalla APAX. Negli USA la serie era distribuita dalla Connecticut Public Television per la PBS.

### La musica
I compositori Mike O'Donnell e Junior Campbell composero la storica sigla della serie, la musica di scena e 36 canzoni: la loro musica venne utilizzata nella serie dalla prima alla settima stagione, per un totale di 182 episodi dal 1984 al 2003. Nelle prime due stagioni, per comporre la musica venne usato un sintetizzatore Roland Jupiter-6 e dalla terza alla settima stagione venne usato un modulo sonoro E-mu Proteus.
Dopo l'acquisizione dei diritti della serie nel 2003 da parte della HiT Entertainment, O'Donnell e Campbell abbandonarono la serie. Al loro posto subentrarono Robert Hartshorne, che compose la musica di scena, ed Ed Welch, che scrisse e compose le canzoni. Welch abbandonò la serie dopo il film La grande scoperta del 2008, e Hartshorne prese il suo posto come autore delle canzoni dalla dodicesima stagione. Dal 2011 al 2015, il figlio di Robert Hartshorne, Peter Hartshorne, aiutò il padre con la musica.
Dopo la diciottesima stagione, gli Hartshorne abbandonarono la serie, e vennero rimpiazzati da Chris Renshaw e Oliver Davis, che rimasero fino alla ventiquattresima stagione. Nella diciannovesima stagione, venne realizzato un remake della sigla iniziale e finale di Hartshorne da Renshaw e Davis.
Nel 2018, a seguito del rebrand della serie, venne creata una nuova sigla, utilizzata fino all'ultima stagione.

## La storia

### Predecessori

#### L'adattamento della BBC

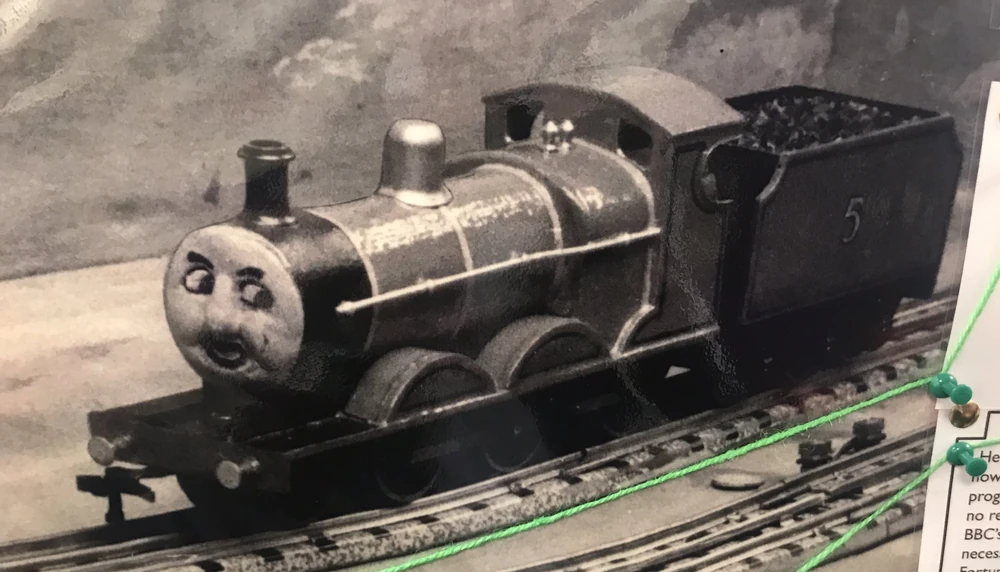
Una fotografia del modellino della locomotiva James creato per The Sad Story of Henry

Il primo tentativo di adattare la serie letteraria del reverendo Awdry, The Railway Series, in un programma televisivo avvenne nel 1953. In quell'anno, il curatore dei libri, Eric Marriott, ricevette una richiesta dalla BBC per sapere se avrebbero avuto il consenso per adattare per la televisione le storie del primo libro della serie di libri di Awdry, ovvero The Three Railway Engines, utilizzando dei modelli in scala 00 prodotti dalla Hornby Dublo. Il primo episodio, un adattamento della storia The Sad Story of Henry, terza storia del primo libro, andò in onda in diretta dai Lime Grove Studios, degli ex-studi cinematografici situati a Shepherd's Bush, la domenica 14 giugno 1953. L'episodio fu un disastro totale: un malfunzionamento di uno scambio provocò il deragliamento del modellino di Henry, che venne riportato sulle rotaie da un cameraman, i modellini si muovevano a scatti e la musica e gli effetti spesso si sovrapponevano. Notizie dell'avvenimento finirono in prima pagina sul Daily Telegraph e sul Daily Mail. Inoltre, il reverendo scrisse un ultimatum alla BBC, che richiese la cancellazione del programma. Di conseguenza, il secondo episodio venne cancellato.

#### L'adattamento di Andrew Lloyd Webber
Nel 1973, Andrew Lloyd Webber andò dagli editori dei libri del reverendo, Kaye & Ward (ora incorporato in Heinemann), per chiedere se avesse potuto adattare alcune storie de The Railway Series in un cartone animato in stile musical, con musiche composte da lui stesso e dal paroliere Peter Reeves. La Granada Television commissionò un episodio pilota, che venne completato nel 1976, ma decise di non realizzare la serie per il fatto che secondo loro The Railway Series non era abbastanza conosciuto all'estero, e quindi non ritenevano necessario spendere tempo e soldi per nulla. Inoltre, editori e autori erano preoccupati, poiché i piani delineati avrebbero ceduto alla società di Lloyd Webber i diritti sui libri, sui personaggi e su tutto ciò che doveva ancora essere scritto o pubblicato. La motivazione era che questo livello di controllo era "necessario per garantire il denaro degli investitori americani necessari per finanziare l'animazione e la produzione cinematografica". Nel 1977, Webber fondò il Really Useful Group, e nel 1984, ispirandosi a The Railway Series, creò Starlight Express, uno dei suoi musical più famosi.

### Primi anni
Nel 1979, la produttrice televisiva Britt Allcroft era sulla Bluebell Railway per filmare un documentario; quella ferrovia del Sussex è citata e appare nel libro Stepney the Bluebell Engine, il diciottesimo libro della serie. Allcroft lesse alcuni libri del reverendo prima di filmare il documentario e rimase affascinata dalle storie, rimarcando successivamente che "c'era qualcosa nelle storie che sentivo di poter sviluppare che si sarebbe collegato ai bambini. Ho visto un forte contenuto emotivo che avrebbe portato con sé le esperienze di vita dei bambini piccoli."
Awdry era ancora abbastanza scettico, visti i precedenti tentativi di adattare le storie della BBC e di Lloyd Webber, e avvertì Allcroft dell'insuccesso dei precedenti adattamenti. Ciò non scoraggiò l'interesse di Allcroft, che cercò di negoziare i diritti televisivi con il reverendo.
Allcroft convinse Awdry a vendergli i diritti dei suoi libri per 50.000 sterline, per poter realizzare una serie televisiva sulle sue storie. Allcroft doveva comunque guadagnare altri soldi per produrre la serie, che finalmente arrivarono nel 1981. In quell'anno, Allcroft stava iniziando ad assumere tutta la troupe per realizzare la serie. Allcroft scelse come regista David Mitton, studente di Gerry Anderson e co-fondatore della Clearwater Features, che suggerì di realizzare la serie in live action. Come produttore scelse invece l'americano Robert Cardona. Come compositori scelse Mike O'Donnell e Junior Campbell, che erano desiderosi di comporre musica per la serie. Come narratore, invece, scelse Ringo Starr: Allcroft sentì la sua voce in un'intervista a Michael Parkinson, e si convinse che la voce dell'ex-Beatle era perfetta per narrare le storie. 

#### L'episodio pilota del 1983
Nell'aprile 1983, venne realizzato un episodio pilota della serie. L'episodio venne realizzato e sottoposto a un test di screening, che fu positivo, e la serie ha ricevuto il via libera. L'episodio fu un lost media molto ricercato tra i fan della serie, ma il 9 maggio 2025, venne rilasciato al pubblico attraverso YouTube per l'80 anniversario della serie. Secondo il produttore della serie dal 2011 al 2017, Ian McCue, il filmato «era in pessime condizioni, con pellicola deformata e nastri sciolti. Abbiamo dovuto scannerizzarlo in 4K, stabilizzare e rimontare l'immagine.» 

### 1984-1998
La prima stagione (1984) si basa sulle storie dei primi otto libri, oltre al libro speciale scritto dal reverendo Wilbert Awdry, Thomas's Christmas Party. La stagione venne filmata nello studio interno della Clearwater Pictures, a Battersea. La stagione venne trasmessa su ITV dal 9 ottobre 1984 all'8 gennaio 1985. La seconda stagione (1986) è invece basata sulle storie dal libro 9 (Edward the Blue Engine) al libro 30 (More About Thomas the Tank Engine). Quest'ultimo libro era particolare, in quanto fu scritto specificamente da Christopher Awdry per il programma, in quanto al tempo per obbligo contrattuale gli episodi televisivi dovevano essere unicamente adattamenti delle storie scritte sui libri. Fu usata anche una storia apparsa su un numero annuale, Thomas and Trevor, ed un racconto natalizio stand-alone, Thomas and the Missing Christmas Tree. Ci fu anche un episodio, intitolato "The Missing Coach", che non fu completato perché Allcroft lo ritenne troppo disorientante per i bambini più piccoli. La produzione lo sostituì con l'episodio Ritardi. La stagione venne trasmessa su ITV dal 24 settembre al 17 dicembre 1986.
Tra il 1986 e il 1991, il programma fu in pausa. Britt Allcroft, infatti, aveva deciso di esportare la serie negli Stati Uniti d'America. Dopo un incontro con Rick Siggelkow, si decise di creare un programma di mezz'ora in live action, con gli episodi de Il trenino Thomas come parte del programma, chiamato Shining Time Station. Il programma riscosse un discreto successo, e venne candidato due volte agli Emmy nelle categorie Outstanding Performance in a Children’s Series (Ringo Starr) e Outstanding Direction (il regista Matthew Diamond). Invece, Mitton e il produttore Cardona si dedicarono a Tugs, serie realizzata nello stesso modo de Il trenino Thomas ma utilizzando delle barche al posto delle persone. La serie parla di due flotte rivali di rimorchiatori che lavorano nella New York degli anni '20. Sfortunatamente, Tugs durò solo 13 episodi, a causa della bancarotta della Clearwater Features e dell'imminente bancarotta della Television South, società co-produttrice della serie.
La terza stagione fu prodotta tra il 1991 ed il 1992 in due parti, una da sedici episodi e l'altra da dieci; a causa del fatto che la serie venne prodotta in due parti, il doppiaggio dei primi sedici episodi è diverso da quello degli ultimi dieci, anche se successivamente vennero ridoppiati per la trasmissione in TV. Fu realizzata al costo di 1,3 milioni di sterline, e, visto che le prime due stagioni ebbero grande successo in Giappone, fu finanziata dalla Fuji Television. La stagione era una combinazione di episodi derivati dai libri de The Railway Series, dalle riviste Thomas the Tank Engine and Friends e da storie originali scritte da Allcroft e Mitton. Una delle principali ragioni per le quali vennero usate altre storie rispetto a quelle contenute nei libri originali era che molti dei racconti non ancora trasposti in televisione contenevano tanti nuovi personaggi, il che avrebbe incrementato i costi per la loro realizzazione. Un altro motivo era che la produzione preferiva che ci fossero più storie incentrate su Thomas, il personaggio che dava il nome alla serie. Il reverendo Awdry si lamentò però del fatto che le nuove storie erano troppo irreali.
Anche la quarta stagione fu trasmessa in due blocchi, dal 1994 al 1995. I produttori avevano pianificato di introdurre qualche nuovo personaggio femminile, tra cui Caroline l'automobile, Nancy e la signora ristoratrice. Alcuni pensano che questa fosse una risposta alle accuse di sessismo mosse alla serie due anni prima. In realtà, però, non si trattava di nuovi personaggi in quanto erano già previsti nei libri di Awdry. La quarta serie fu infatti basata quasi esclusivamente sui libri di The Railway Series. Furono introdotte le locomotive a scartamento ridotto, al centro di diversi episodi. Fu usata solo una sceneggiatura originale, per l'episodio La locomotiva delle campanelle, ma anche questa conteneva alcuni elementi della trama e dei dialoghi di Stepney the Bluebell Engine.
La quinta stagione (1998) rappresentò una svolta epocale in quanto nessuna storia fu presa da The Railway Series. In questa stagione vennero introdotti nuovi personaggi e più storie d'azione. Si concentrò anche su trame più drammatiche e orientate all'azione, insieme a incidenti più gravi, rispetto alla serie precedente. Dopo la quinta serie, Angus Wright, marito di Britt Allcroft, si dimise da produttore esecutivo. Fu l'ultima serie trasmessa su Cartoon Network, poiché Nickelodeon avrebbe infine acquisito i diritti di trasmissione dello show per la messa in onda sul loro canale Nick Jr., creato nel 1999. Cartoon Network continuò a trasmettere le stagioni più vecchie fino alla scadenza completa dei loro diritti di trasmissione nel 2001.

### 2000
Nel 2000 uscì il film Thomas and the Magic Railroad (inedito in Italia): conteneva nuovi personaggi ideati da Britt Allcroft, oltre ad altri personaggi apparsi in Shining Time Station, un programma americano attraverso cui le storie di Thomas entrarono negli Stati Uniti. Il film fu pesantemente edito in post-produzione in seguito ad alcuni test sull'audience. In cui l'antagonista principale del film è Diesel 10 una locomotiva diesel gialla malvagia con una tenaglia meccanica di nome Pinchy. la sua prima apparizione non era stata davvero nel film era apparso per la prima volta nella sesta stagione del trenino Thomas nell'episodio intitolato "Il treno di Diesel".
Nonostante l'alto valore della produzione ed il successo di pubblico, il film fu criticato in Inghilterra, dove Shining Time Station non era conosciuto. Il film riscosse successo tra i bambini di entrambi i lati dell'oceano Atlantico, ma nei botteghini americani incassò soltanto 19,7 milioni di dollari a prezzi matinée. Ciò significò una perdita netta, in quanto il film era costato 19 milioni.

### 2002–2003
La sesta e la settima stagione continuarono ad introdurre personaggi e storie più improntate all'azione, e venne anche introdotto uno staff di scrittori. La sesta stagione (2002) è ricordata per il suo tentativo di creare uno spin-off basato sulla serie di successo Bob aggiustatutto. Due episodi, infatti, presentarono un gruppo di macchine utensili, note in con il nome di The Pack, o in Italia come la Squadra di Costruzioni di Sodor. Lo spin-off, chiamato Jack and the Sodor Construction Company, però non si concretizzò che qualche anno dopo, nel 2006, quando vennero pubblicati 13 episodi su DVD. Il fatto che le scenografie usate fossero vecchie e che gli episodi fossero girati in 35 mm (mentre all'epoca dell'uscita dei DVD gli episodi erano girati in digitale) suggerisce che lo spin-off fu filmato durante la produzione della settima stagione nel 2003. Nella settima stagione (2003) il titolo del programma fu definitivamente accorciato in Thomas & Friends.

### 2004–2008
L'ottava stagione (2004) introdusse notevoli cambiamenti a seguito dell'acquisto dei diritti del programma da parte della HiT Entertainment, una società specializzata in programmi per bambini. Molti dei fondatori del programma, coinvolti nello show dal 1983, lasciarono la produzione, compresi Britt Allcroft, il regista e sceneggiatore David Mitton e i compositori Junior Campbell e Mike O'Donnell; furono composte una nuova sigla e nuova musica incidentale da Ed Welch e Robert Hartshorne rispettivamente. La durata degli episodi fu aumentata di due minuti e trenta secondi. La serie fu prodotta usando videocamere digitali, dando anche un diverso aspetto visivo alle puntate. Altri cambiamenti furono l'aggiunta di computer grafica in alcune sequenze educative e nella transizione tra le storie.
Venne definito un cast principale composto da Thomas, Edward, Henry, Gordon, James, Percy, Toby ed Emily.
Fu anche realizzato un film direct-to-video, Sono tutte locomotive! (in originale Calling All Engines!), distribuito poco prima della nona stagione nel 2005. Nonostante presentasse quasi gli stessi personaggi di Thomas and the Magic Railroad, non ne era un sequel. Si dimostrò un successo, e questo fece sì che anche in futuro venissero prodotti ulteriori film direct-to-video.
La nona stagione (2005) e la decima (2006) videro l'ampliamento del cast secondario, con personaggi nuovi e vecchi. Dalla nona stagione il narratore enuncia il titolo dell'episodio e dalla decima la sigla comincia con un fischio di treno. La decima stagione fu trasmessa in ventotto episodi anziché i ventisei delle serie precedenti e non si sa di preciso il motivo di questa scelta. Come la decima serie, anche la ventesima serie ha 28 episodi. L'undicesima stagione (2007) fu girata in alta definizione. Venti episodi furono trasmessi mentre sei vennero pubblicati direttamente in DVD.
La dodicesima stagione (2008) vide l'introduzione di altri effetti digitali, con l'intenzione di arrivare poi a produrre l'intera serie in computer grafica negli anni successivi. Le tecniche di produzioni utilizzate furono simili a quelle delle quattro stagioni precedenti, con l'eccezione che grazie all'introduzione degli effetti in CGI i personaggi potevano muovere le loro facce, mentre i movimenti di uomini e animali divennero più realistici. Negli Stati Uniti insieme agli episodi della stagione vennero mandati in onda gli ultimi sei episodi della stagione precedente, rilasciati nel DVD Engines and Escapades.

### 2009
La HiT annunciò molteplici cambiamenti a partire dal 2009. I cambiamenti furono uno spostamento nella produzione in CGI, sempre più prevalente rispetto all'uso dei modellini fisici, e l'aggiunta di un cast di voci a supporto del narratore. Questi cambiamenti sono apparsi dapprima solo su un film, Hero of the Rails, mentre il nuovo formato apparirà televisivamente nella tredicesima stagione.
Nel 2010 esce il film Misty Island Rescue, dove vengono introdotte tre nuove locomotive: Biffo, Boffo e Ferdinand.
Nel 2012 esce un altro film, Il mistero della montagna blu (Blue Mountain Mystery). Le locomotive a scartamento ridotto (Skarloey, Rheneas, Sir Handel, Peter Sam e Rusty) ricompaiono in CGI, ad eccezione di Duncan, perché quando gli animatori della serie visitarono la Talyllyn Railway in Galles, dove si trovano le versioni reali delle locomotive a scartamento ridotto, la controparte reale di Duncan era in manutenzione e non poteva essere misurata; perciò, Duncan tornò in CGI solo nella diciottesima stagione, nel 2014.
Nel 2015 escono due film: The Adventure Begins, realizzato per il 70° anniversario de The Railway Series, e Sodor e il tesoro dei pirati (Sodor's Legend of the Lost Treasure). In quest'ultimo film ricompaiono i personaggi delle Railway Series Rex, Mike e Bert, tre piccole locomotive a scartamento minimo che lavorano alla ferrovia di Arlesdale.
Nel 2017 è stata annunciata una ventiduesima stagione, denominata Il trenino Thomas - Grandi avventure! (Thomas and Friends: Big World! Big Adventures) che contiene, così come le precedenti, 26 episodi e con molti altri cambiamenti: Edward, Henry e Toby sono stati rimossi dallo Steam Team per fare spazio a due nuove locomotive a vapore femminili chiamate Nia e Rebecca. Questa stagione è ambientata dopo gli eventi del film Il trenino Thomas - Un mondo di avventure, uscito il 20 luglio 2018, e ha introdotto personaggi equilibrati di genere e multiculturali.
La serie è stata rinnovata per una ventitreesima stagione con lo stesso nome che ha debuttato nel 2019 ed è terminata nel 2020.
La ventiquattresima ed ultima stagione con lo stesso nome ha debuttato nel maggio 2020 ed è terminata nel 2021.
Il 12 ottobre 2020 è stato annunciato da Mattel il reboot Il trenino Thomas - Grandi avventure insieme, consistente in 104 episodi da 11 minuti e due speciali da 60 minuti e l'animazione è passata al 2D, con nuove riprogettazioni rinnovate per i personaggi.

## Cast

### Personaggi

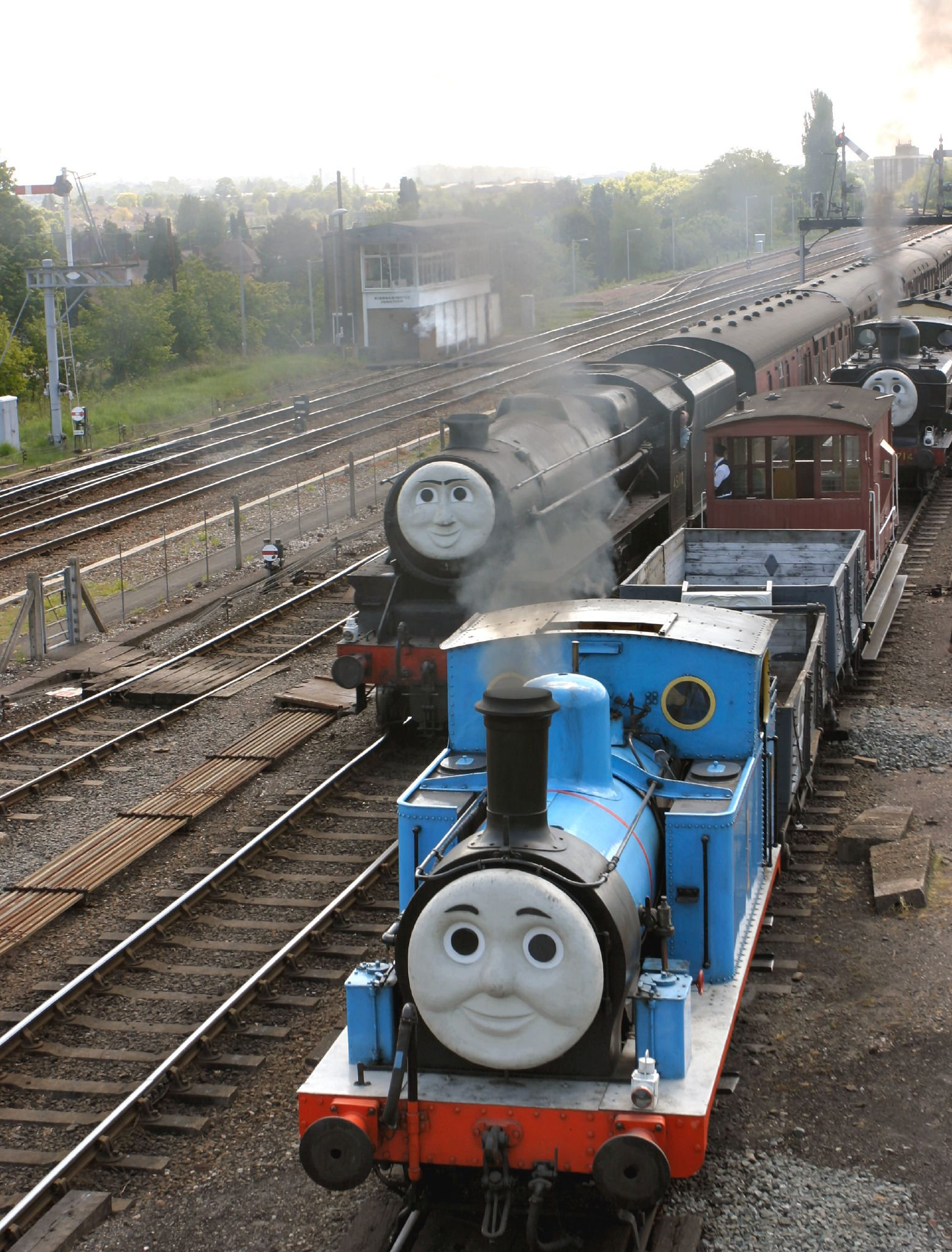
Vere locomotive modellate sui personaggi della serie (Kidderminster, 2005)

Le storie si svolgono attorno alle locomotive, ai veicoli ed alle persone che popolano l'immaginaria Isola di Sodor. Dall'avvento del cast centralizzato nel 2004, noto come "The Steam Team", sono otto i personaggi principali:
- Thomas: protagonista della serie. Una locomotiva blu; il suo numero è l'1, una locomotiva-tender da manovra usata nelle ferrovie inglesi, simpatico e dolce, un po' combina guai ma molto determinato ed entusiasta, non sopporta le ingiustizie e appena si sente criticato cerca sempre di dimostrare il contrario. Ha due carrozze personali: Annie e Clarabel. È il migliore amico di Percy. Doppiatori italiani: Marco Vivio
- Edward: locomotiva blu. Il suo numero è il 2, una locomotiva con rodiggio 2-2-0 in servizio presso la Furness Railway, è saggio e ottimista. Da sempre buoni consigli a tutti. Gordon lo prende in giro per la sua vecchiaia, ma ha saputo riconoscere che è ancora utile. È il migliore amico di James. Nella ventiduesima stagione è stato spostato dal deposito di Tidmouth per fare spazio a Nia. Doppiatori italiani: Luca Ferrante
- Henry: locomotiva verde. Il suo numero è il 3, ed è una locomotiva della London, Midland and Scottish Railway. Gentile ed educato, ma è anche un po' fifone possiede una grande sensibilità ed è sempre pronto ad aiutare i suoi amici. È il migliore amico di Gordon. Nella ventiduesima stagione è stato spostato dal deposito di Tidmouth, come Edward, per fare spazio a Rebecca. Doppiatori italiani: Ambrogio Colombo
- Gordon: locomotiva blu. Il suo numero è il 4, locomotiva da treno espresso costruita e progettata per la London & North Eastern Railway, da tutti, soprattutto sé stesso, è considerato la locomotiva più veloce dell'isola. Molto vanitoso e si crede il migliore di tutti ed è molto brontolone. A volte si comporta in modo gentile. Ha un fratello, odia i diesel. È il migliore amico di Henry. Doppiatori italiani: Dario Oppido
- James: locomotiva rossa. Il suo numero è il 5 ed è una locomotiva originariamente della Lancashire & Yorkshire Railway. Si vanta per la sua splendida vernice. Gli piace spaventare i suoi amici con le sue storie di paura, ma dietro a tutta questa vanità è molto gentile. È il migliore amico di Edward. Quando fa le figuracce arrossisce e si imbarazza molto. Doppiatori italiani: Simone Crisari (stagione 12 - Sodor e il tesoro dei pirati), Gianluca Crisafi (Sodor e il tesoro dei pirati - stagione 24)
- Percy: locomotiva-tender di colore verde. Il suo numero è il 6, costruito per la Great Western Railway. Buono, gentile e simpatico, adora il suo lavoro: consegnare la posta. Quando gli si fa un complimento arrossisce e prova un po' di imbarazzo. È il migliore amico di Thomas. A volte è timido. Doppiatori italiani: Mattia Nissolino (stagioni 12-18), Chiara Oliviero (Sodor e il tesoro dei pirati - stagione 23), Lavinia Paladino (stagione 24)
- Toby: tram a vapore marrone, la sua struttura esterna è in legno. Il suo numero è il 7. Simpatico e gentile, anche se a volte è un po' fifone come Henry. Anche lui ha una carrozza personale: Henrietta. Doppiatori italiani: Sacha Pilara
- Duck: locomotiva verde della Great Western Railway. Nelle Railway Series il suo numero era 5741, mentre nella serie televisiva ha il numero 8. È molto serio e odia i ritardi. Doppiatori italiani: Raffaele Palmieri
- Emily: locomotiva verde scuro e decorazioni gialle e marroni. Non ha avuto un numero fino alla stagione 24, dove le viene assegnato il numero 12. Simpatica e allegra. È molto amica di Caitlin. Doppiatori italiani: Chiara Gioncardi
- Rosie: locomotiva rosa molto veloce e in grado di svolgere i doveri, il suo numero è il 37, prova un'ammirazione fanatica per Thomas e a volte gli dà dei consigli su come risolvere i problemi. Nell'episodio "Rosie è rossa" le fu cambiata la vernice dal rosa al rosso color porpora. Doppiatori italiani: Micaela Incitti

A questi si aggiungono dei personaggi secondari, che possono essere raggruppati a loro volta in diverse categorie:
- Altre locomotive:

Luke: Locomotiva verde, amante degli animali, lavora alla cava della Montagna Blu.
Nia: locomotiva arancione del Kenya, sempre pronta ad aiutare gli altri, si trasferisce a Sodor. Debutta nella ventiduesima stagione. Doppiatori italiani: Clarissa Stefani
Rebecca: locomotiva gialla, allegra e solare, si trasferisce dalla terraferma a Sodor. Appare nella ventiduesima stagione. Doppiatori italiani: Alessandra Berardi
Mavis: diesel nera e gialla. Molto determinata nei confronti dei vagoni indisciplinati.
Belle: locomotiva antincendio blu. Lavora al Centro di Salvataggio e Soccorso. Doppiatori italiani: Giovanna Nicodemo
Victor: locomotiva nera e rossa. Doppiatori italiani: Pietro Ubaldi (stagioni 13-14)
Lorenzo: locomotiva blu italiana da Verona, è una FS 743 con in aggiunta il duomo della sabbia delle FS 623. Ha la mania del canto lirico. Una volta si perse in una miniera e da allora fu chiamato "la locomotiva perduta". Ha una carrozza personale, Beppe. Doppiatori italiani: Dado Coletti
Samson: locomotiva verde scuro. Viene dalla terraferma. Si crede molto forzuto come Sansone. Talvolta, siccome è orgoglioso, odia chiedere informazioni su dove deve andare e, spesso e volentieri, si perde. Doppiatori italiani: Sergio Luzi
Spencer: treno bianco. Locomotiva del duca e della duchessa di Sodor. Doppiatori italiani: Saverio Indrio
Kenji: locomotiva elettrica molto veloce giapponese. Doppiatori italiani: Ugo De Cesare
Oliver: locomotiva verde oliva, il suo numero è l'11.
Hiro: locomotiva nera giapponese. Ama fare le gare di velocità con Thomas. Si offrirà di riaccompagnare Kenji in Giappone.
Charlie: è una locomotiva colore viola che adora scherzare.
Stephen: vecchia locomotiva lenta. Una volta era molto veloce, tanto che veniva chiamata "Rocket". Doppiatori italiani: Massimiliano Alto
Bill e Ben: le locomotive gemelle che lavorano alla cava di caolino con Timothy. Doppiatori italiani, Alessandra Berardi (Bill), Chiara Oliviero (Ben)
Donald e Douglas: due locomotive gemelle che provengono dalla Scozia. Litigano per qualsiasi motivo, ma ritornano sempre a fare pace.
Timothy: locomotiva che lavora alla cava di caolino insieme a Bill e Ben. Doppiatori italiani: Alberto Franco
Sonny: locomotiva blu che apparteneva ai ladri Baz e Bernie. Doppiatori italiani: Omar Vitelli
Porter: locomotiva verde, lavora al porto di Brendam con Salty. Doppiatore italiano: Teo Bellia
Le locomotive della ferrovia di Arlesdale sono:
Mike: locomotiva rossa. È molto geloso del suo fischio.
Rex: locomotiva verde.
Bert: locomotiva blu. A volte è scontroso.
- Altri treni diesel:

Diesel: è molto dispettoso. È di colore nero. Doppiatori italiani: Teo Bellia
Sidney: locomotiva molto smemorata. Doppiatori italiani: Federico Talocci
Daisy: locomotiva verde. Odia rovinare le sue sospensioni. Doppiatori italiani: Mariangela D'Amora
Philip: piccola locomotiva verde e gialla. Ha la mania di fare delle gare di velocità. Doppiatori italiani: Marco Barbato (stagioni 19-20), Flavio Dominici (stagione 24)
Hugo: grande locomotiva con un'elica dietro che gli serve per acquistare maggiore velocità.
Rusty: è una locomotiva diesel arancione, lavora alla cava della Montagna Blu.
Salty: locomotiva rossa e gialla. Lavora al porto. Racconta spesso storie di mostri marini e di terraferma, talvolta esagerando di fantasia. Doppiatori italiani: Gaetano Lizzio
Paxton: locomotiva diesel verde bottiglia. Doppiatori italiani: Achille D'Aniello
'Arry e Bert: Due diesel verdi a strisce gialle, odiano le locomotive a vapore.
- Carrozze e vagoni:

Annie e Clarabel: le carrozze personali di Thomas. Arancione scuro e sono molto sagge. Doppiatori italiani: Anna Cugini e Laura Amadei
Henrietta: la locomotiva rossa di Toby, anche lei è molto saggia.
Toad: la carrozza personale di Oliver, è un vagone con frenatore, è di legno grigio, adora cantare canzoni inventate da lui.
Vagoni dispettosi: sono dei vagoni che adorano dare fastidio alle locomotive o causare incidenti. Sono talvolta chiamati vagoni birichini. Doppiatori italiani: Danny Francucci
Beppe: la carrozza personale di Lorenzo. Anche lui, come Lorenzo, ha la mania del canto lirico. Doppiatori italiani: Danny Francucci
Aringa volante: convoglio di vagoni carichi di pesce trainato da Henry.
Bradford: è il carro frenatore di Samson. È molto scorbutico. Doppiatori italiani: Vladimiro Conti (stagione 20), Marco Gargiulo (stagione 22)
- Persone ed animali:

Allevatore McColl: allevatore della fattoria di Sodor.
Sir Topham Hatt (Pallone Gonfiato nel doppiaggio italiano delle stagioni 1-11): direttore della ferrovia di Sodor. È autoritario e non sopporta confusione e ritardi, anche se molte volte appare burbero tiene molto alle sue locomotive e appena le vede demoralizzate cerca sempre di aiutarle. Doppiatori italiani: Enzo Avolio (stagioni 12-19, 22-23), Andrea Ward (stagioni 20 e 24)
Mr. Percival: direttore della ferrovia a scartamento ridotto di Sodor. Doppiatore italiano: Mino Caprio
Il Conte Robert Norramby: gestisce il castello dell'isola di Sodor. Ha anche un parco in cui sono stati creati degli animatroni di Dinosauri. Doppiatori italiani: Pieraldo Ferrante (st.17-18), Giovanni Petrucci (st.22-24).
Madre di Sir Topham Hatt: è molto severa e come Sir Topham Hatt odia la confusione e i ritardi.
Nipoti di Sir Topham Hatt: sono giocherelloni. Una volta è venuto loro il morbillo facendo venire la fobia del morbillo ad Henry.
Miss Jenny: direttrice della Squadra delle Costruzioni di Sodor. Doppiatore italiano: Roberta Chelini
Ruth: è un'inventrice eclettica di colore. Ha trasformato un mulino a vento decadente nella sua abitazione. Ha costruito Cleo, una sorta di locomotiva stradale. Doppiatori italiani: Lilli Manzini
Sir Duncan: gestore della ferrovia in miniatura.
- Veicoli non ferroviari:

Butch: camion che abita e lavora nel Centro di Salvataggio e Soccorso.
Bertie: autobus rosso che adora fare le gare con Thomas.
Harold: elicottero del Centro di Salvataggio e Soccorso di Sodor. Doppiatore italiano: Teo Bellia
Flynn: autopompa che può stare sia sui binari sia su strada. Viene chiamato anche "il ruggente Flynn". Lavora al Centro di Salvataggio e Soccorso.
Jack: ruspa rossa della Squadra delle Costruzioni di Sodor. Doppiatori italiani: Fabio Telesca (Il re dei binari - Sodor e il tesoro dei pirati), Sergio Luzi (stagione 22)
Max e Monty: due camion rossi che combinano spesso guai e che amano percorsi alternativi. Doppiatori italiani: Fabio Gervasi (Max, stagione 20), Stefano Bianchini (Max, stagione 22), Valerio Massari (Monty)
Cranky: gru che lavora al porto. Doppiatori italiani: Fabio Gervasi
Carly: gru gialla che lavora al porto. Doppiatrice italiana: Lavinia Paladino
Skiff: trattasi di una piccola barca a vela con delle ruote sotto allo scafo capace di andare sia su mare, che su rotaie. Doppiatori italiani: Teo Bellia
Bulgy: autobus rosso a due piani. Doppiatori italiani: Marco Gargiulo
Rocky: gru di soccorso montata su un pianale. Doppiatori italiani: Achille D'Aniello
Marion: veicolo dotato di una pala per scavare. Le piace giocare al gioco: "Indovina cosa ho nella pala?..." Doppiatori italiani: Alessandra Cerruti
Cleo: locomotiva stradale costruita da Ruth. Ama fare le gare di velocità con Thomas e la neve. Doppiatori italiani: Laura Croccolino

### Narratori
La figura della voce narrante esiste sin dalla prima serie. Britt Allcroft la riteneva essenziale per ricondurre l'episodio all'idea di una lettura casalinga di un libro.
- Ringo Starr (serie 1-2): l'ex batterista dei Beatles fu il primo narratore, ed anche quello che viene più frequentemente associato al programma. Gli fu offerta la parte dopo che Allcroft lo aveva sentito in un'intervista, ma Starr inizialmente fu riluttante ad accettare, anche perché non aveva mai letto un libro della "Railway Series" e pensava che ai bambini interessassero di più i "dinosauri con i laser". Alla fine cambiò idea ed accettò il ruolo, andando a narrare le prime due stagioni, dal 1984 al 1986. Fece un'apparizione anche nel 1989 nella prima serie di Shining Time Station, nel ruolo di Mr. Conductor - il personaggio che collegava le storie di Thomas agli altri personaggi di "Shining Time" - e dovette ridoppiare la sua parte per adeguare la terminologia al pubblico americano. Starr non tornò per la terza serie, adducendo come motivazione di volersi concentrare sulla sua carriera di musicista, ma rimase in contatto con Wilbert Awdry fino alla sua morte. Starr fece un breve ritorno nel 2009 per lo special della BBC Children in Need, recitando con la voce di Thomas per il singolo The Official BBC Children in Need Medley.
- Michael Angelis (serie 3-16 nel Regno Unito): è la voce narrante più duratura dello show, visto che ha ricoperto il ruolo per oltre diciannove anni. Ha fatto il narratore anche per gli episodi direct-to-video "Calling All Engines", "On Site with Thomas", "Engines and Escapades" e "Hero of the Rails". Angelis era la voce narrante anche negli USA prima di Michael Brandon. È stato coinvolto nel mondo di Thomas anche al di fuori dello schermo: tra le altre cose, ha prestato la sua voce ad una serie di musicassette di canzoni e storie nel 1995, e dal 2006 ai primi cinque volumi di The Railway Series su CD.
- George Carlin (serie 1-4 in USA): assunse il ruolo di Mr. Conductor in "Shining Time Station" ed in seguito andò a ri-narrare tutte le prime quattro stagioni per il pubblico americano. Nonostante Carlin fosse famoso per le sue interpretazioni in programmi non certo destinati ai bambini, Britt Allcroft afferma che fu gentile ed entusiasta nel suo approccio alla serie. Allcroft afferma che Carlin era nervoso nel registrare la sua voce da solo nella cabina insonorizzata - la soluzione fu allora quella di tenere un orsacchiotto nella cabina nel ruolo di pubblico in ascolto. Allcroft ricorda anche di essersi intrattenuto più di una volta con Carlin a parlare della loro infanzia solitaria, ed ha l'impressione che il mondo di Thomas fosse un modo per "colmare il vuoto". Alla fine anche Carlin abbandonò la serie e tornò alle sue commedie.
- Alec Baldwin (serie 5-6 in USA): Baldwin fu selezionato come voce narrante americana per la quinta stagione e ricevette il ruolo di Mr. Conductor in "Thomas and the Magic Railroad" nel 2000. Tornò in seguito per un'ulteriore serie nel 2002 prima di decidere di ritornare all'industria cinematografica.
- Michael Brandon (serie 7-16 negli USA): quando "Il trenino Thomas" debuttò negli USA nel suo nuovo formato da 30 minuti nel 2004, Michael Brandon fu ingaggiato non solo per narrare i nuovi episodi dell'ottava serie, ma anche tutti gli episodi della settima. Ri-narrò anche sei episodi della sesta serie. Brandon diede la sua voce a tutte le produzioni legate a questo format, comprese le uscite americane di "Calling All Engines", "On Site with Thomas", "Engines and Escapades" e "Hero of the Rails".
- Mark Moraghan (serie 17-21 negli USA e nel Regno Unito).
- Pierce Brosnan (Guest Narrator): l'ex James Bond fece da voce narrante sullo speciale, uscito in DVD, The Great Discovery. Brosnan era entusiasta del ruolo, ricordandosi di quando interpretava Thomas nel leggere le storie a suo figlio. Nel 2007 la HiT Entertainment annunciò che Brosnan aveva firmato per "tutte le pubblicazioni in lingua inglese relative al marchio, incluse tre imminenti serie televisive de Il trenino Thomas e tre speciali su DVD". L'annuncio precedette di molti mesi la dodicesima stagione, e Brosnan registrò per la dodicesima stagione benché poi non apparì nella loro trasmissione. Per questo motivo fu promosso a "guest narrator" per The Great Discovery.
- Narratori italiani[49]

Angelo Maggi (Stagioni 1-5)
Giorgio Bonino (Stagioni 6-8)
Saverio Indrio (Stagioni 9-10)
Giorgio Locuratolo (Stagioni 11-17, 19-20)
Francesco Facchinetti (Stagione 18, primi episodi della Stagione 19)

## Episodi
| Stagione                  | Episodi | Prima TV originale |
| ------------------------- | ------- | ------------------ |
| Prima stagione            | 26      | 1984               |
| Seconda stagione          | 26      | 1986               |
| Terza stagione            | 26      | 1991               |
| Quarta stagione           | 26      | 1994               |
| Quinta stagione           | 26      | 1998               |
| Sesta stagione            | 26      | 2002               |
| Settima stagione          | 26      | 2003               |
| Ottava stagione           | 26      | 2004               |
| Nona stagione             | 26      | 2005               |
| Decima stagione           | 28      | 2006               |
| Undicesima stagione       | 26      | 2007               |
| Dodicesima stagione       | 20      | 2008               |
| Tredicesima stagione      | 20      | 2009               |
| Quattordicesima stagione  | 20      | 2010               |
| Quindicesima stagione     | 20      | 2011               |
| Sedicesima stagione       | 20      | 2012               |
| Diciassettesima stagione  | 26      | 2013               |
| Diciottesima stagione     | 26      | 2014               |
| Diciannovesima stagione   | 26      | 2015               |
| Ventesima stagione        | 28      | 2016               |
| Ventunesima stagione      | 18      | 2017               |
| Ventiduesima stagione     | 26      | 2018               |
| Ventitreesima stagione    | 23      | 2019               |
| Ventiquattresima stagione | 23      | 2020               |

## Altri media

### Film
- Thomas and the Magic Railroad (2000)
- Il trenino Thomas - Sono tutte locomotive (Calling All Engines!, 2005)
- Il trenino Thomas - La grande scoperta (The Great Discovery, 2008)
- Hero of the Rails (2009)
- Misty Island Rescue (2010)
- Day of the Diesels (2011)
- Blue Mountain Mystery (2012)
- Il trenino Thomas - Il re dei binari (King of the Railway, 2013)
- Il trenino Thomas - Thomas e i trenini coraggiosi (Tale of the Brave, 2014)
- The Adventure Begins (mai doppiato in italiano, 2015)
- Il trenino Thomas - Sodor e il tesoro dei pirati (Sodor's Legend of the Lost Treasure, 2015)
- Il trenino Thomas - La grande corsa (The Great Race, 2016)
- Il trenino Thomas - Viaggio oltre i confini di Sodor (Journey Beyond Sodor, 2017)
- Il trenino Thomas - Un mondo di avventure (Big World, Big Adventures - The Movie!, 2018)

### Spin-off
- Shining Time Station (1989-1995, esclusiva americana)
- Jack and the Sodor Construction Company (prodotto nel 2003 ma pubblicato nel 2006 in DVD, mai doppiato in italiano)

### Serie correlate
- Tugs, prodotta nel 1988 dal regista del Trenino Thomas, David Mitton, e dal produttore, Robert Cardona.

### Videogiochi
Videogiochi tratti con licenza ufficiale da Il trenino Thomas:
- Thomas the Tank Engine o Thomas the Tank Engine & Friends (1990) per molte piattaforme
- Thomas the Tank Engine's Fun With Words (1990), educativo sulla scrittura, per Amiga, Amstrad CPC, Commodore 64, ZX Spectrum
- Thomas the Tank Engine 2 (1993) per Amiga e Atari ST
- Thomas The Tank Engine's Pinball o Thomas the Tank Engine and Friends Pinball (1995) per Amiga, Amiga CD32, DOS
- Thomas & Friends: The Great Festival Adventure (1999), educativo per Windows
- Thomas & Friends: Trouble on the Tracks (2000), educativo per Windows
- Thomas and the Magic Railroad Print Studio (2000), educativo per Windows
- Thomas & Friends: Railway Adventures (2001), educativo per Windows
- Thomas & Friends: Building the New Line (2002), educativo per Windows
- Thomas & Friends: Thomas Saves the Day! (2003), educativo per Windows
- Kikansha Thomas: Kokugo Sansuu Eigo (2007), educativo solo in giapponese, per Nintendo DS
- Thomas & Friends: Hero of the Rails (2010) per Nintendo DS e Wii
- Thomas & Friends: Vai Vai Thomas! (2014) per iOS e Android
- Thomas & Friends: Pronti, partenza, via! (2015) per Android e iOS
- Thomas & Friends: Consegna espressa (2015) per Android e iOS
- Thomas & Friends: Binari Magici (2016) per Android e iOS
- Thomas & Friends Minis (2017) per Android e iOS

## Trasmissione

### Regno Unito
Nel Regno Unito, la serie venne trasmessa su ITV dal 1984 al 2006. Inoltre, negli anni '80, venne anche trasmessa sul canale The Children's Channel. Dal 2006 fino al 2021, la serie venne trasmessa sul blocco Milkshake! di Channel 5. La serie venne trasmessa anche su Cartoon Network, dal 1995 al 1998. Inoltre, la serie è stata trasmessa su Nick Jr. dal 1999 al 2014, per poi venire trasmessa in esclusiva su Nick Jr. Too fino al 2017. Successivamente, venne trasmessa su Cartoonito dal 2017 al 2023. In Galles, la serie venne trasmessa su S4C dal 1988 al 2022. In Scozia, venne trasmessa su BBC Alba dal 2008 al 2015.

### Stati Uniti d'America
Negli Stati Uniti d'America le prime quattro stagioni andarono in onda per la prima volta nel programma Shining Time Station, prodotto dal 1989 al 1996 e trasmesso sulle reti PBS. Successivamente, la quinta stagione venne trasmessa su FOX Family, attraverso il programma Storytime with Thomas, e su Cartoon Network. La sesta e settima stagione vennero rilasciate in America come direct-to-video. Dalla ottava alla ventesima stagione, la serie venne trasmessa su PBS Kids. Dal 2005 al 2015 venne trasmessa anche su Sprout. Venne distribuita dalla Connecticut Public Television dal 2004 al 2007, e da WNET dal 2008 al 2017. Il 30 dicembre 2017, i diritti per mandare in onda la serie su PBS scaderono. Nel 2018 e 2019, la serie venne trasmessa su Nick Jr., e nel 2020 Netflix acquistò i diritti per trasmettere la serie. Gli episodi delle prime sette stagioni sono disponibili in America su Amazon Prime Video.

### Australia e Nuova Zelanda
In Australia, il programma è stato trasmesso sui canali CBeebies e su ABC Kids dal 1987 al 2020, e in Nuova Zelanda venne trasmesso su Four dal 2011 al 2016, e dal 2016 al 2021 su TVNZ 2.

### Italia
In Italia, la serie è arrivata nel dicembre 2003 su Disney Channel, all'interno del blocco mattutino poi diventato canale televisivo a sé stante Playhouse Disney. La serie ha poi approdato su JimJam nel giugno 2008, trasmettendo repliche ed episodi in prima visione. Dal 10 maggio 2010 la dodicesima, tredicesima e quattordicesima stagione vennero trasmesse su Italia 1. Dal 22 agosto 2011, la serie ha iniziato ad essere trasmessa su Cartoonito, dove è rimasta fino al 2018. Successivamente, la serie venne trasmessa su Frisbee fino al 2021. La serie è disponibile su Netflix. 

## Accoglienza
Il programma è stato trasmesso in più di 230 stati e doppiato in più di 55 lingue. Dalla serie sono stati realizzati numerosi giocattoli, home video, album musicali, videogiochi, riviste, libri, audiolibri, applicazioni, puzzle, capi di abbigliamento e alimenti. Nel 1996 è stato lanciato un sito ufficiale, ora non più disponibile, di cui è stata realizzata una versione italiana nella metà degli anni 2010, anch'essa non più disponibile.

### Critica
Common Sense Media ha valutato la serie con 4 stelle su 5, scrivendo: "I genitori possono essere certi che questa serie presenta aspetti educativi e modelli comportamentali. Le storie de Il trenino Thomas sono state concepite da un giovane ragazzo britannico all'inizio del XX secolo, che ascoltava il rumore dei treni che sbuffavano attraverso la campagna. Le storie che raccontava a suo figlio – che di conseguenza le ha tramandate – sono state documentate in libri e modellini di treni giocattolo. Da quando la serie è stata presentata al pubblico televisivo negli anni '80, Il trenino Thomas ha visto crescere una solida fanbase in tutto il mondo.
La giornalista Jia Tolentino del New Yorker ha riconosciuto che da bambina "non capiva nulla di ciò che stava accadendo", ma dopo aver esaminato il programma da adulta, ha criticato ciò che lei vedeva come "l'anima repressiva e autoritaria del programma."
La professoressa Shauna Wilton dell'Università dell'Alberta scrisse "A Very Useful Engine: The Politics of Thomas and Friends". Wilton (che ha giustificato il suo studio sostenendo che la socializzazione dei bambini è un aspetto importante) ha scritto di aver ricevuto "un misto tra indignazione, condiscendente rifiuto e incredulità" quando annunciò che avrebbe studiato la politicizzazione della serie, sebbene qualcuno l'avesse ringraziata. Disse che nonostante l'inclusione di personaggi femminili negli anni 2000, in un periodo dove c'erano state da poco rivoluzioni sociali la serie era "in gran parte invariata" da quando venne "creata in un contesto di rigide gerarchie sociali, dal predominio maschile nella sfera pubblica e una forte cultura sociale di buona condotta, rispetto alle autorità e al rispetto delle regole."
Nel 2011, un collaboratore per Slate analizzò i "sottotesti nascosti" dell'imperialismo britannico nella serie, mentre nel 2013 il giornalista Alex Knapp scrive su Forbes della "sconcertante situazione economica" dell'isola di Sodor.

## Riconoscimenti
- 1985 – Premio BAFTA[67][68]
  - Candidatura come miglior cortometraggio d'animazione
- 1987 – Premio BAFTA[68]
  - Candidatura come miglior cortometraggio d'animazione